# المجلة الطبية التونسية

الوجه العربي لغلاف المجلة الطبية التونسية (إصدار جانفي 1994)

الوجه الفرنسي لغلاف المجلة الطبية التونسية (إصدار جانفي 1994)

المجلة الطبية التونسية (بالفرنسية: La Tunisie Médicale، ومختصرها العالمي هو Tunis Med، ردمد: 0041-4131) هي مجلة طبية تصدر شهريًا عن الجمعية التونسية للعلوم الطبية وهيئة عمادة الأطباء بتونس.
تأسست بتونس (مدينة) عام 1903 تحت اسم Bulletin et travaux de la Société des sciences médicales de Tunis (أي مجلة وأعمال جمعية العلوم الطبية بتونس)، ثم غُيّر اسمها إلى Revue tunisienne des sciences médicales (أي المجلة التونسية للعلوم الطبية)، واتخذت اسمها الحالي منذ عام 1929، وهي تصدر أساسًا باللغة الفرنسية مع ملخص لكل مقال باللغتين العربية والإنجليزية إضافة إلى ملخص باللغة الفرنسية. توقف إصدارها من جانفي 1941 إلى ديسمبر 1946 (أي أثناء الحرب العالمية الثانية)، واستوعبت عند معاودة إصدارها في جانفي 1947 مجلة المستشفى الصادقي (بالفرنسية: Bulletin de l'Hôpital Sadiki).
يقع مقرّها بدار الطبيب، 16 نهج توران، البلفدير، تونس (مدينة).